# Havran (grzbiet)
Havran – grzbiet w Wielkiej Fatrze na Słowacji. Wznosi się w jej części zwanej Szypską Fatrą.
Havran stanowi zakończenie długiego południowo-wschodniego grzbietu Šípa (1169 m). Grzbiet ten od przełęczy Žaškovské sedlo biegnie w kierunku południowym. Powyżej przełęczy Sedlo pod Ostrým skręca na południowy zachód. Havranem nazywa się odcinek ciągnący się od Sedla pod Ostrým w kierunku południowo-zachodnim do doliny Wagu. Havran wraz ze znajdującym się na przeciwległym brzegiem rzeki grzbietem Kútnikovego kopca tworzy najwęższy przełom Wagu. Podnóże Havrana znajduje się tak blisko koryta Wagu, że z trudem tylko udało się przeprowadzić tędy linię kolejową i drogę łączącą wioski na prawym brzegu rzeki. U podnóży Havrana znajdują się 3 wioski: Stankovany, Ľubochňa i Švošov.
Havran zbudowany jest ze skał wapiennych i dolomitów. Osiąga w najwyższym miejscu wysokość ok. 950 m, w najniższym ok. 440 m n.p.m. Jest porośnięty lasem, ale w wielu miejscach jego stoków występują skalne odsłonięcia. Znajduje się w nich kilka jaskiń.
Na jednym z wierzchołków Havrana znajdują się dwa maszty z przekaźnikami telekomunikacyjnymi.

## Turystyka
Grzbietem Havrana prowadzi żółty szlak turystyczny do rozdroża Sedlo pod Ostrým. Z rozdroża możliwość wejścia na Ostré, Hrdošną skałę lub Šíp. Na grzbietowych skałach Havrana znajduje się punkt widokowy.
  Ľubochňa – Havran – Sedlo pod Ostrým. Odległość 4,9 km, suma podejść 520 m, suma zejść 70 m, czas przejścia 1:50 h (z powrotem 1:25 h).